# Gottlieb Göller
Gottlieb Göller, né le 31 mai 1935 à Nuremberg et mort le 27 août 2004 à Bâle (Suisse), est un footballeur et entraîneur allemand.

## Biographie
En tant qu'entraîneur, il participe à la Coupe d'Afrique des nations 1984 et à la Coupe d'Afrique des nations 2000 avec l'équipe du Togo.

## Carrière

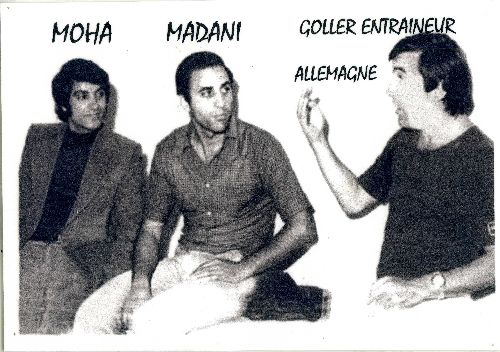
Gottlieb Goller en compagnie de Mohamed Madani et de Moha.

### En tant que joueur
- 1953–1955 :  1. FC Nuremberg
- 1955–1956 :  Bayern Hof
- 1956–1961 :  VfL Neustadt
- 1961–1962 :  Wormatia Worms
- 1962–1963 :  FK Pirmasens